# NGC 6008
NGC 6008 је спирална галаксија у сазвежђу Змија која се налази на NGC листи објеката дубоког неба.
Деклинација објекта је + 21° 6' 4" а ректасцензија 15h 52m 55,9s. Привидна величина (магнитуда) објекта NGC 6008 износи 13,2 а фотографска магнитуда 14,0. NGC 6008 је још познат и под ознакама NGC 6008A, UGC 10076, MCG 4-37-52, CGCG 136-110, IRAS 15507+2114, PGC 56289.